# Pierre Hong Pyong-ju
Pour les articles homonymes, voir Saint Pierre et Hong.
Pierre Hong Pyong-ju ou Pierre Hong Pyŏng-ju (en coréen 홍병주 베드로) est un laïc chrétien coréen, catéchiste, martyr et saint catholique, né en 1799 à Seosan dans la province du Chungcheong en Corée, mort décapité pour sa foi le 31 janvier 1840 à Dangkogae près de Séoul.
Reconnu martyr et béatifié en 1925 par le pape Pie XI, il est solennellement canonisé à Séoul par Jean-Paul II le 6 mai 1984 avec 102 autres martyrs de Corée. 
Saint Pierre Hong Pyong-ju est fêté le 31 janvier et le 20 septembre.

## Biographie
Pierre Hong Pyong-ju naît à Seosan dans la province du Chungcheong en Corée, en 1799. Il est issu d'une famille de bonne renommée. Ses parents sont catholiques et lui transmettent leur foi. Il est le frère aîné de Paul Hong Yong-ju.
Il enseigne la foi aux autres chrétiens, et est nommé catéchiste. Il se montre enthousiasme dans la transmission de la foi, et fidèle dans ses fonctions. Ils se consacre avec son frère à l'enseignement du catéchisme. Il s'occupe aussi des malades et participe à diverses autres activités caritatives, comme son jeune frère. Les prêtres qui les connaissent admirent leur talent et leurs activités, et leur confient des responsabilités.
Pendant les persécutions de 1839, Pierre Hong et son frère cachent chez eux des missionnaires étrangers, au risque de leur vie. Un traître les dénonce en les mettant sur une liste de personnes à arrêter. 
Finalement arrêté en même temps que son frère cadet, il refuse de dénoncer ses camarades catholiques et de renier sa foi. Traduit au tribunal, il est confronté au procureur général, qui est de sa famille et ne veut pas le torturer directement ; mais il en charge ses hommes et les détenus de droit commun, voleurs et meurtriers, qui torturent et battent Pierre et son frère. Mais ceux-ci résistent et restent fermes dans la foi.
Pierre Hong Pyong-ju meurt décapité à Dangkogae à côté de Séoul le 31 janvier 1840, en compagnie de cinq autres catholiques. Son frère est décapité le lendemain.

## Canonisation
Pierre Hong Pyong-ju est reconnu martyr par décret du Saint-Siège le 9 mai 1925 et ainsi proclamé vénérable. Il est béatifié (proclamé bienheureux) le 5 juillet suivant par le pape Pie XI.
Il est canonisé (proclamé saint) par le pape Jean-Paul II le 6 mai 1984 à Séoul en même temps que 102 autres martyrs de Corée. 
Saint Pierre Hong Pyong-ju est fêté le 31 janvier, jour anniversaire de sa mort, et le 20 septembre, qui est la date commune de célébration des martyrs de Corée.